# Équipe de Belgique de football en 2004
Maillots
Chronologie
Saison précédente Saison suivante
L'équipe de Belgique de football dispute en 2004 cinq rencontres amicales avant que la phase qualificative de la Coupe du monde ne débute.

## Objectifs
En pleine phase de reconstruction et absente de l'Euro 2004, la Belgique se doit de bien entamer les éliminatoires de la Coupe du monde afin d'éviter une nouvelle déception.

## Résumé de la saison
Waseige parti au Standard de Liège, le poste de sélectionneur est confié à Aimé Anthuenis, entraîneur à succès d'Anderlecht. Son mandat débute difficilement, avec deux cinglantes défaites, à domicile contre la Bulgarie (0-2) puis en Croatie (4-0), au cours des éliminatoires de l'Euro 2004. La Belgique termine son parcours de meilleure manière mais échoue à la 3e place du groupe. Malgré cet échec, Aimé Anthuenis est confirmé à son poste pour les qualifications pour la Coupe du monde 2006. Le début de ces éliminatoires est catastrophique avec un nul (1-1) contre la Lituanie puis deux défaites (0-2) à domicile, contre l'Espagne et contre la Serbie-et-Monténégro. Une victoire (4-1) contre la Bosnie-Herzégovine à domicile et deux succès (1-2 et 8-0) face à Saint-Marin seront les seuls de la Belgique dans ce groupe. Les Diables Rouges terminent à la quatrième place et ne participent pas à la Coupe du monde pour la première fois depuis 1978, provoquant la colère des médias,.

## Bilan de l'année
Le bilan est catastrophique, avec une seule victoire en huit rencontres et 1 maigre point glané sur 9 dans son groupe qualificatif, la phase finale de la Coupe du monde semble déjà difficilement accessible alors que seul le vainqueur de poule est directement placé et que le second doit passer par les barrages. Dans le même temps, la Belgique quitte le top 20 du classement mondial de la FIFA qu'elle occupait depuis trois ans et chute à la 45e place, son plus mauvais classement depuis 1996.

### Coupe du monde 2006

#### Éliminatoires (zone Europe, Groupe 7)
| Rang | Équipe               | Pts | J | G | N | P | Bp | Bc | Diff |  | Résultats (▼ dom., ► ext.) |     |     |     |   |     |     |
| ---- | -------------------- | --- | - | - | - | - | -- | -- | ---- |  | -------------------------- | --- | --- | --- | - | --- | --- |
| 1    | Serbie-et-Monténégro | 10  | 4 | 3 | 1 | 0 | 10 | 0  | +10  |  | Serbie-et-Monténégro       |     | -   | -   | - | -   | 5-0 |
| 2    | Lituanie             | 8   | 4 | 2 | 2 | 0 | 6  | 1  | +5   |  | Lituanie                   | -   |     | 0-0 | - | -   | 4-0 |
| 3    | Espagne              | 5   | 3 | 1 | 2 | 0 | 3  | 1  | +2   |  | Espagne                    | -   | -   |     | - | 2-0 | -   |
| 4    | Bosnie-Herzégovine   | 2   | 2 | 0 | 2 | 0 | 1  | 1  | 0    |  | Bosnie-Herzégovine         | 0-0 | -   | 1-1 |   | -   | -   |
| 5    | Belgique             | 1   | 3 | 0 | 1 | 2 | 1  | 5  | -4   |  | Belgique                   | 0-2 | 1-1 | -   | - |     | -   |
| 6    | Saint-Marin          | 0   | 4 | 0 | 0 | 4 | 0  | 13 | -13  |  | Saint-Marin                | 0-3 | 0-1 | -   | - | -   |     |

- Sélection directement qualifiée pour la Coupe du monde 2006
- Sélection barragiste

### Classement mondial FIFA
| Classement | Équipe               | Score total (déc. 2004) | Points précédents (déc. 2003) | Évolution | Position        |
| ---------- | -------------------- | ----------------------- | ----------------------------- | --------- | --------------- |
| 43         | Finlande             | 607                     | 610                           | -3        | en diminution   |
| 44         | Irak                 | 603                     | 595                           | +8        | en diminution   |
| 45         | Belgique             | 600                     | 696                           | -96       | en diminution   |
| 46         | Serbie-et-Monténégro | 599                     | 605                           | -6        | en diminution   |
| 47         | Ouzbékistan          | 598                     | 501                           | +97       | en augmentation |

Source : FIFA.

## Les matchs
| Match amical                                                     | Belgique | 0 - 2   | France                 | Stade Roi Baudouin Laeken, Belgique               |                                                   |
| 18 février 2004 · 20:15 heure locale · Historique des rencontres |          | (0 – 1) | Govou 45+1e · Saha 76e | Spectateurs : 43 160 Arbitrage : Mark Halsey (en) | Spectateurs : 43 160 Arbitrage : Mark Halsey (en) |
| 18 février 2004 · 20:15 heure locale · Historique des rencontres | Rapport  |         |                        | Spectateurs : 43 160 Arbitrage : Mark Halsey (en) | Spectateurs : 43 160 Arbitrage : Mark Halsey (en) |

| Match amical                                                  | Allemagne                                | 3 - 0   | Belgique | RheinEnergieStadion Cologne, Allemagne        |                                               |
| 31 mars 2004 · 20:30 heure locale · Historique des rencontres | Kurányi 45+1e · Hamann 55e · Ballack 81e | (1 – 0) |          | Spectateurs : 46 143 Arbitrage : Jan Wegereef | Spectateurs : 46 143 Arbitrage : Jan Wegereef |
| 31 mars 2004 · 20:30 heure locale · Historique des rencontres | Rapport                                  |         |          | Spectateurs : 46 143 Arbitrage : Jan Wegereef | Spectateurs : 46 143 Arbitrage : Jan Wegereef |

| Match amical                                                   | Belgique              | 2 - 3   | Turquie                                        | Stade Roi Baudouin Laeken, Belgique                   |                                                       |
| 28 avril 2004 · 20:15 heure locale · Historique des rencontres | Sonck 33e · Dufer 85e | (1 – 1) | Baştürk 43e · Seyhan (en) 68e · Gökdeniz 90+2e | Spectateurs : 20 000 Arbitrage : Dick van Egmond (nl) | Spectateurs : 20 000 Arbitrage : Dick van Egmond (nl) |
| 28 avril 2004 · 20:15 heure locale · Historique des rencontres | Rapport               |         |                                                | Spectateurs : 20 000 Arbitrage : Dick van Egmond (nl) | Spectateurs : 20 000 Arbitrage : Dick van Egmond (nl) |

| Match amical                                                 | Pays-Bas | 0 - 1   | Belgique        | Stade Philips Eindhoven, Pays-Bas               |                                                 |
| 29 mai 2004 · 20:30 heure locale · Historique des rencontres |          | (0 – 0) | Goor 78e (pen.) | Spectateurs : 34 000 Arbitrage : Claude Colombo | Spectateurs : 34 000 Arbitrage : Claude Colombo |
| 29 mai 2004 · 20:30 heure locale · Historique des rencontres | Rapport  |         |                 | Spectateurs : 34 000 Arbitrage : Claude Colombo | Spectateurs : 34 000 Arbitrage : Claude Colombo |

| Match amical                                                  | Norvège                  | 2 - 2   | Belgique       | Ullevaal Stadion Oslo, Norvège                         |                                                        |
| 18 août 2004 · 19:00 heure locale · Historique des rencontres | Johnsen 32e · Riseth 59e | (1 – 2) | Buffel 25e 34e | Spectateurs : 16 669 Arbitrage : Krzysztof Słupik (pl) | Spectateurs : 16 669 Arbitrage : Krzysztof Słupik (pl) |
| 18 août 2004 · 19:00 heure locale · Historique des rencontres | Rapport                  |         |                | Spectateurs : 16 669 Arbitrage : Krzysztof Słupik (pl) | Spectateurs : 16 669 Arbitrage : Krzysztof Słupik (pl) |

| Coupe du monde 2006 Éliminatoires - Groupe 7                      | Belgique  | 1 - 1   | Lituanie       | Stade du Pays de Charleroi Charleroi, Belgique |                                                |
| 4 septembre 2004 · 20:15 heure locale · Historique des rencontres | Sonck 61e | (0 – 0) | Jankauskas 72e | Spectateurs : 19 218 Arbitrage : Loḯzos Loḯzou | Spectateurs : 19 218 Arbitrage : Loḯzos Loḯzou |
| 4 septembre 2004 · 20:15 heure locale · Historique des rencontres | Report    |         |                | Spectateurs : 19 218 Arbitrage : Loḯzos Loḯzou | Spectateurs : 19 218 Arbitrage : Loḯzos Loḯzou |

Note : Première rencontre officielle entre les deux nations.
| Coupe du monde 2006 Éliminatoires - Groupe 7                    | Espagne              | 2 - 0   | Belgique                           | Stade El Sardinero Santander, Espagne               |                                                     |
| 9 octobre 2004 · 21:45 heure locale · Historique des rencontres | Luque 59e · Raúl 63e | (0 – 0) |                                    | Spectateurs : 22 500 Arbitrage : Kim Milton Nielsen | Spectateurs : 22 500 Arbitrage : Kim Milton Nielsen |
| 9 octobre 2004 · 21:45 heure locale · Historique des rencontres |                      | Report  | Deflandre 28e, 29e · Goor 44e, 68e | Spectateurs : 22 500 Arbitrage : Kim Milton Nielsen | Spectateurs : 22 500 Arbitrage : Kim Milton Nielsen |

| Coupe du monde 2006 Éliminatoires - Groupe 7                      | Belgique | 0 - 2   | Serbie-et-Monténégro  | Stade Roi Baudouin Laeken, Belgique               |                                                   |
| 17 novembre 2004 · 20:15 heure locale · Historique des rencontres |          | (0 – 0) | Vukić 7e · Kežman 60e | Spectateurs : 28 350 Arbitrage : Peter Fröjdfeldt | Spectateurs : 28 350 Arbitrage : Peter Fröjdfeldt |
| 17 novembre 2004 · 20:15 heure locale · Historique des rencontres | Report   |         |                       | Spectateurs : 28 350 Arbitrage : Peter Fröjdfeldt | Spectateurs : 28 350 Arbitrage : Peter Fröjdfeldt |

Note : Première rencontre officielle entre les deux nations.

## Les joueurs
| Joueurs              | Joueurs             | Amical | Amical  | Amical | Amical | Amical  | QCM 2006 | QCM 2006 | QCM 2006 |
| -------------------- | ------------------- | ------ | ------- | ------ | ------ | ------- | -------- | -------- | -------- |
| Gardiens de but      |                     |        |         |        |        |         |          |          |          |
| Geert De Vlieger     | Willem II Tilburg   | 46e    |         | 90     |        |         |          |          |          |
| Frédéric Herpoel     | KAA La Gantoise     | 46e    | 46e     |        |        |         | r        | r        | r        |
| Erwin Lemmens        | Real CD Espanyol    |        | 46e     |        | 46e    | r       |          |          |          |
| Tristan Peersman     | RSC Anderlecht      |        |         | r      | 46e    | 90      | 90       | 90       |          |
| Silvio Proto         | RAAL La Louvière    |        |         |        |        |         |          |          | 90       |
| Défenseurs           |                     |        |         |        |        |         |          |          |          |
| Éric Deflandre       | Olympique lyonnais  | 85e    | 70e 35e | 90+1e  | 90 73e | 90      | 46e      | 28e, 29e |          |
| Vincent Kompany      | RSC Anderlecht      | 90     | 90      | 90     | 90     | 66e     | 46e      | 90 11e   | 90       |
| Timmy Simons         | Club Bruges KV      | 90     |         | 90     | 90     | 90      | 90       |          | 90       |
| Jelle Van Damme      | Ajax Amsterdam      | 90     | 65e     | 46e    |        | r       |          |          |          |
| Olivier De Cock      | Club Bruges KV      | 85e    | 70e     |        |        |         |          |          | 90       |
| Didier Dheedene      | FK Austria Vienne   |        | 90      | r      | 90     | 71e     | 90       |          |          |
| Filip Daems          | Gençlerbirliği SK   |        | 46e     |        |        |         |          |          |          |
| Olivier Deschacht    | RSC Anderlecht      |        | 65e     | 46e    | r      | 71e     | r        | 90 16e   | 28e 16e  |
| Anthony Vanden Borre | RSC Anderlecht      |        |         | 90+1e  | r      | r       |          | r        |          |
| Daniel Van Buyten    | Hambourg SV         |        |         |        |        | 66e     | 90       | 90       | r        |
| Olivier Doll         | KSC Lokeren         |        |         |        |        |         |          | 60e      |          |
| Joos Valgaeren       | Celtic Glasgow      |        |         |        |        |         |          |          | r        |
| Milieux              |                     |        |         |        |        |         |          |          |          |
| Philippe Clement     | Club Bruges KV      | 90     | 90      | 66e    | 90     | 90      | 90       | 90       | 90       |
| Walter Baseggio      | RSC Anderlecht      | 85e    | 58e     | 70e    | r      | 62e     |          |          | 90       |
| Peter Van der Heyden | Club Bruges KV      | 53e    |         |        |        |         |          |          | 90 90+4e |
| Thomas Buffel        | Feyenoord Rotterdam | 85e    | 90      | 83e    | 90     | 70e 54e | 90       | 79e      | 90       |
| Roberto Bisconti     | Standard de Liège   | 85e    | 58e     | 66e    | 90     | 90 73e  | r        | 60e      | 58e      |
| Tom Soetaers         | Ajax Amsterdam      | 53e    |         |        | r      | r       | r        |          |          |
| Thomas Chatelle      | KRC Genk            | 85e    |         |        |        |         |          |          |          |
| Jonathan Blondel     | Club Bruges KV      |        | 46e     | 88e    |        |         |          |          |          |
| Grégory Dufer        | R Charleroi SC      |        | 58e     | 83e    | r      |         | 23e      | 79e      |          |
| Sven Vermant         | Schalke 04          |        |         | 70e    | 90     | 62e     | 74e      |          |          |
| Bart Goor            | Hertha Berlin       |        |         | 88e    | 90     | 90      | 90 69e   | 44e, 68e |          |
| Tom De Mul           | Ajax Amsterdam      |        |         |        |        |         |          | r        |          |
| Koen Daerden         | KRC Genk            |        |         |        |        |         |          | r        | 28e      |
| Gaëtan Englebert     | Club Bruges KV      |        |         |        |        |         |          |          | r        |
| Attaquants           |                     |        |         |        |        |         |          |          |          |
| Mbo Mpenza           | Excelsior Mouscron  | 69e    | 58e     | 90     | 90     | 61e     | 23e      | 75e      |          |
| Wesley Sonck         | Ajax Amsterdam      | 87e    |         | 66e    |        | 61e     | 90       | 90       | 66e      |
| Émile Mpenza         | Standard de Liège   | 69e    |         |        |        |         |          |          |          |
| Luigi Pieroni        | Excelsior Mouscron  | 87e    | 90      | 66e    | r      | 70e     | 74e      |          | 58e      |
| Kevin Vandenbergh    | KRC Genk            |        |         |        | r      |         |          |          |          |
| Stein Huysegems      | AZ Alkmaar          |        |         |        |        |         |          | 75e      | 66e      |

Un « r » indique un joueur qui était parmi les remplaçants mais qui n'est pas monté au jeu.
1. 1 2 3 4 5 6  Dernière sélection officielle pour le joueur.
2. 1 2 3 4 5 6 7 8 9 10 11  Première sélection officielle pour le joueur.
3. ↑  Premier but officiel pour le joueur.

## Aspects socio-économiques

### Couverture médiatique
| Jour de diffusion | Match                           | Compétition    | Diffuseur francophone | Diffuseur néerlandophone |
| ----------------- | ------------------------------- | -------------- | --------------------- | ------------------------ |
| 18 février 2004   | Belgique - France               | Amical         | Club RTL              | Kanaal Twee              |
| 31 mars 2004      | Allemagne - Belgique            | Amical         | La Deux               | Kanaal Twee              |
| 28 avril 2004     | Belgique - Turquie              | Amical         | Club RTL              | Kanaal Twee              |
| 29 mai 2004       | Pays-Bas - Belgique             | Amical         | La Deux               | Kanaal Twee              |
| 18 août 2004      | Norvège - Belgique              | Amical         | Club RTL              | Kanaal Twee              |
| 4 septembre 2004  | Belgique - Lituanie             | Coupe du monde | Club RTL              | Kanaal Twee              |
| 9 octobre 2004    | Espagne - Belgique              | Coupe du monde | La Deux               | Kanaal Twee              |
| 17 novembre 2004  | Belgique - Serbie-et-Monténégro | Coupe du monde | Club RTL              | Kanaal Twee              |

Source : Programme TV dans Gazet van Antwerpen.

## Sources

### Archives
1. ↑  (nl) « Concentra online archief », sur krantenarchief.concentra.be, Mediahuis.

### Statistiques
1. ↑  « CLASSEMENT MASCULIN », sur fifa.com, FIFA, 20 décembre 2004 (consulté le 17 juillet 2021)